# Комполє (Севниця)
Комполє (словен. Kompolje) — поселення в общині Севниця, Споднєпосавський регіон, Словенія. Висота над рівнем моря: 183,9 м.